# Boehmeria tsaratananensis
Boehmeria tsaratananensis là loài thực vật có hoa trong họ Tầm ma. Loài này được Leandri mô tả khoa học đầu tiên năm 1950.